# Barn i nöd
Barn i nöd - Insamlingsstiftelsen Svensk Internationell Barnhjälp - är en kristen biståndsorganisation som startades 1971 av pastorn och författaren Wiktor Norin.
Efter en resa till Indien startade Wiktor Norin tidningen Barn i Nöd och påbörjade insamlingar till internationell hjälpverksamhet. I november 1980 invigdes det första barnhemmet, Agape Child Centre i Cochin, Kerala i Sydindien. Sedan 1997 är Barn i nöd en inregistrerad insamlingsstiftelse och leds av en styrelse som samlas 4-8 gånger per år. Stiftelsen har 90-konto och granskas av Stiftelsen för Insamlingskontroll (SFI).
Idag[när?] bedriver Barn i Nöd verksamhet i Brasilien, Indien, Israel, Kenya, Sri Lanka och Thailand, och stödjer barnhem, daghem, skolor, hälsocenter och yrkesutbildande verksamhet i fyra världsdelar. Arbetet sker genom verksamhet som de själva startat eller genom att stödja och utveckla redan befintliga barnhem. 1000-tals barn får dagligen mat, logi, läkarvård och skolgång.[källa behövs]
Arbetet leds och utförs av personal från platsen med såväl lokal kännedom som kulturell kunskap i de aktuella områdena.
Barn i Nöds vision är att bedriva socialt hjälparbete och kristen mission genom att främja barn- och ungdomsvård och fostran eller utbildning samt utöva hjälpverksamhet bland behövande.
Barn i Nöd har ingen fond man kan söka pengar ur.